# Ponç de Vilamur
|  | No el confongueu amb Ponç de Vilamur i de Pallars (1299-1324), ardiaca major de Lleida |

Ponç de Vilamur o Ponç de Vilamur i Pallars (?, ~1196 — ?, ~1257) fou un bisbe d'Urgell (1230-1255/1257).
El seu pare fou el vescomte Pere (IV) de Vilamur i els seus oncles eren Bernat de Vilamur, bisbe d'Urgell, i Berenguer d'Erill, bisbe de Lleida. Per influència dels seus oncles fou el sagristà de Lleida i ardiaca de Tremp. L'any 1230 arribà a ser bisbe d'Urgell. Fou un distingit combatent de l'heretgia càtara a la diòcesi d'Urgell. El patronatge artístic que exercí com a bisbe queda reflectit en el conjunt de pintures de Santa Caterina de la Seu d'Urgell, protagonisme que no es pot deslligar del anticatarisme, ja que la santa era el model per excel·lència de la predicació antiherètica i patrona de l'orde dominic, nascut precisament per lluitar contra el catarisme. Durant el seu bisbat s'enfrontà a Roger IV de Foix; també tingué enemics religiosos que l'acusaren de crims i vicis, acusació que arribà a Roma (1248). Ramon de Penyafort fou l'encarregat del Papa per aclarir la qüestió i probablement perdé el càrrec.

## Galeria

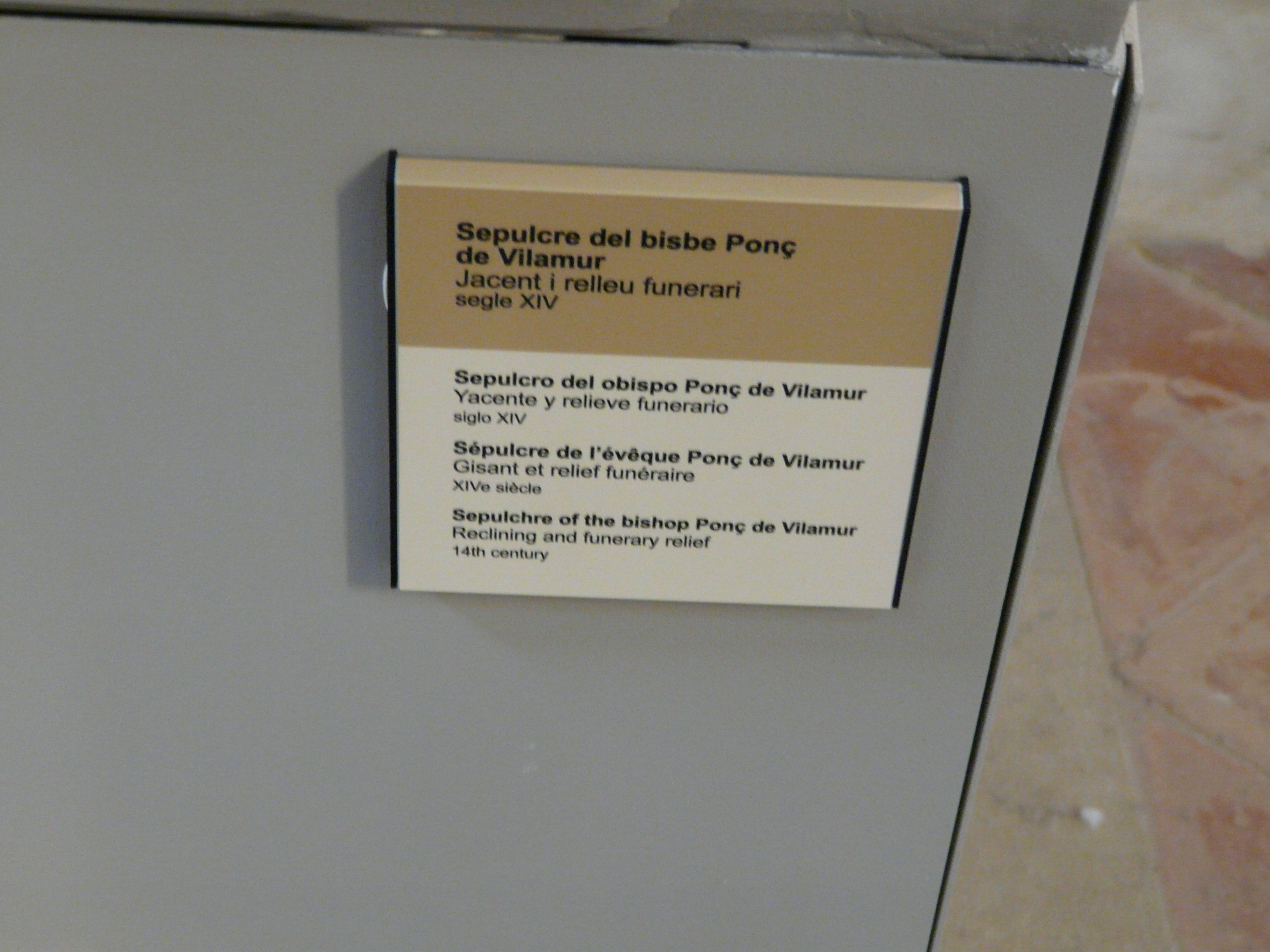
Espai dedicat al bisbe a la Seu Vella
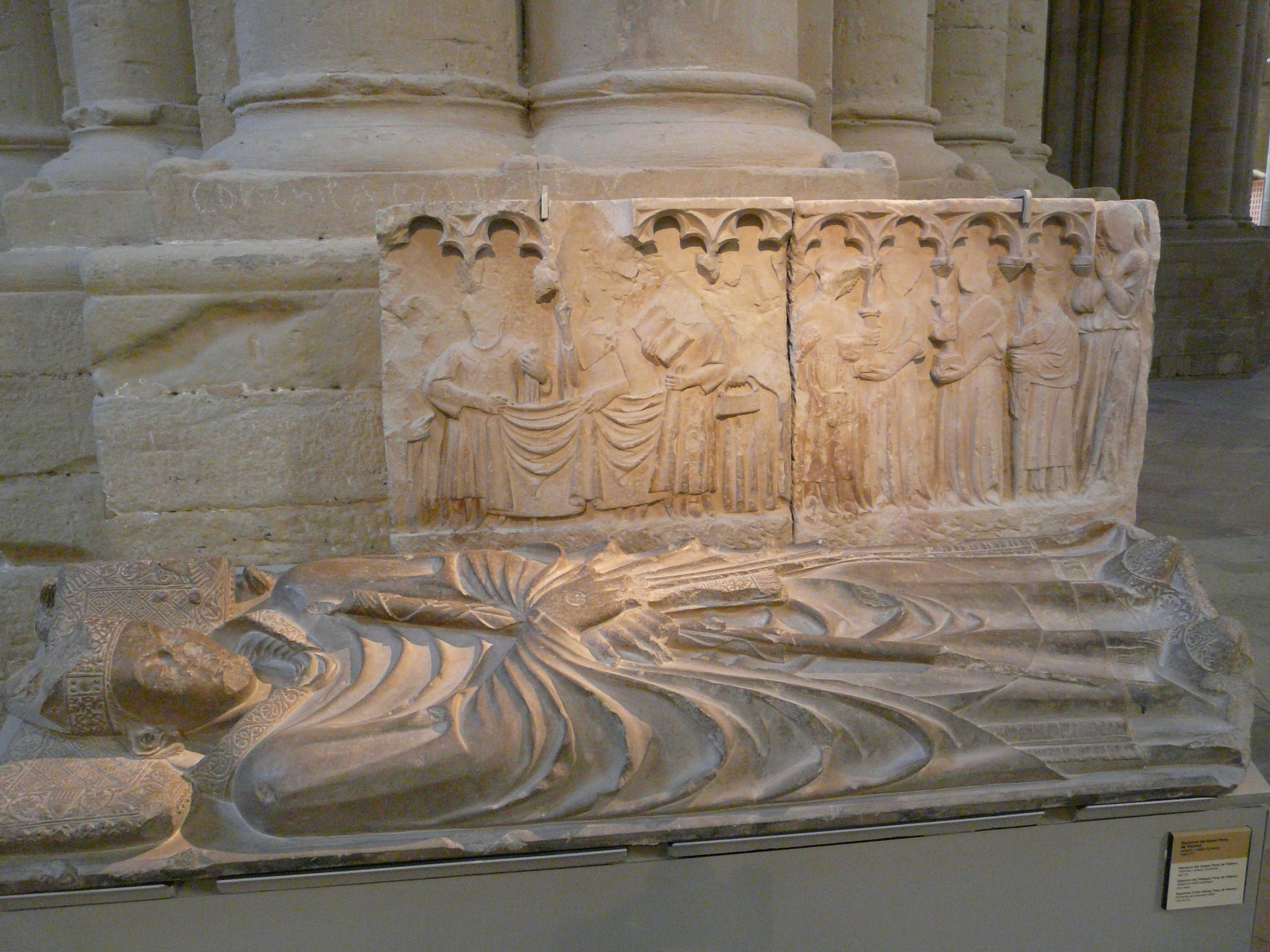
Sepulcre del bisbe
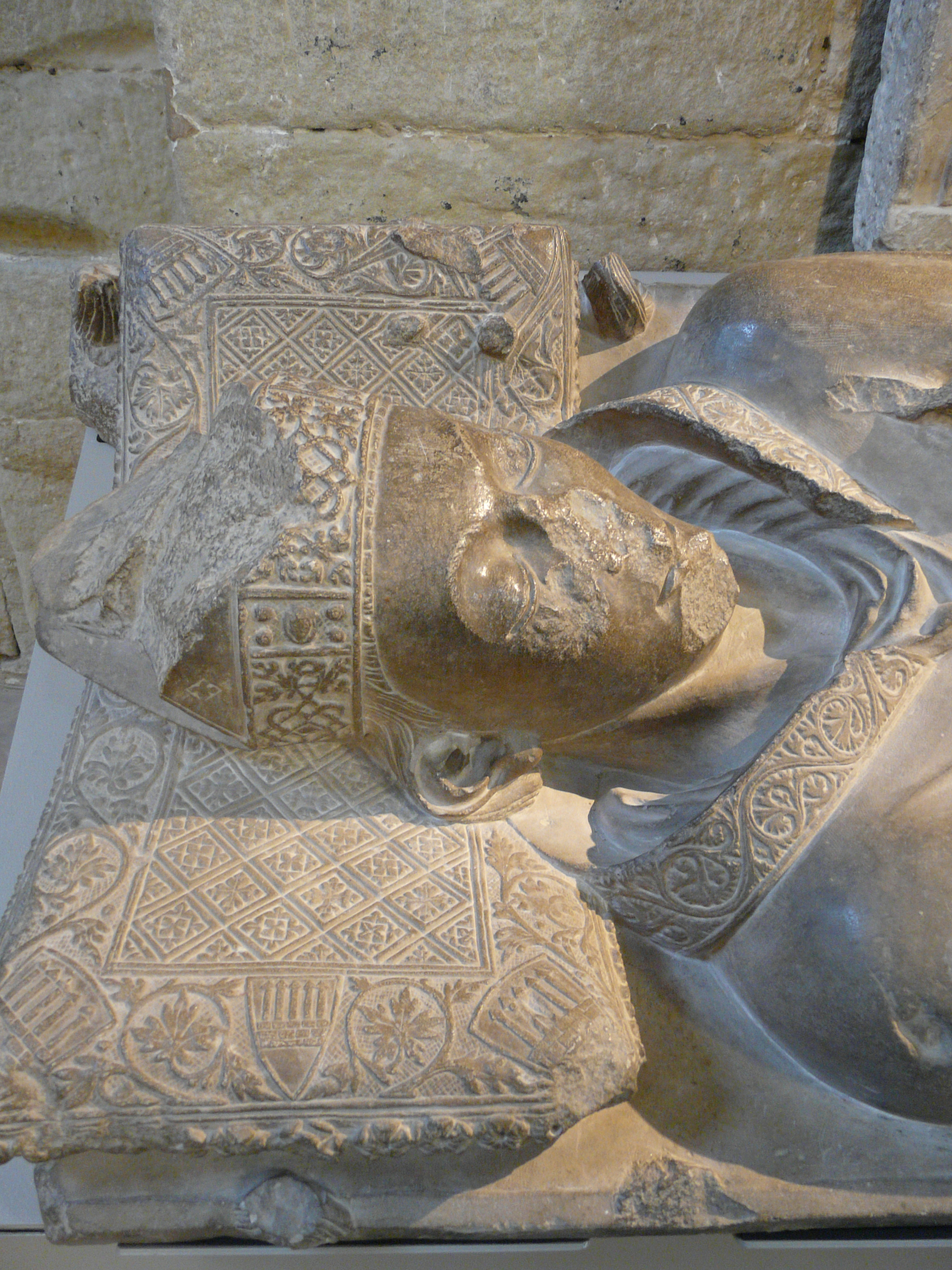
Zoom al rostre del bisbe
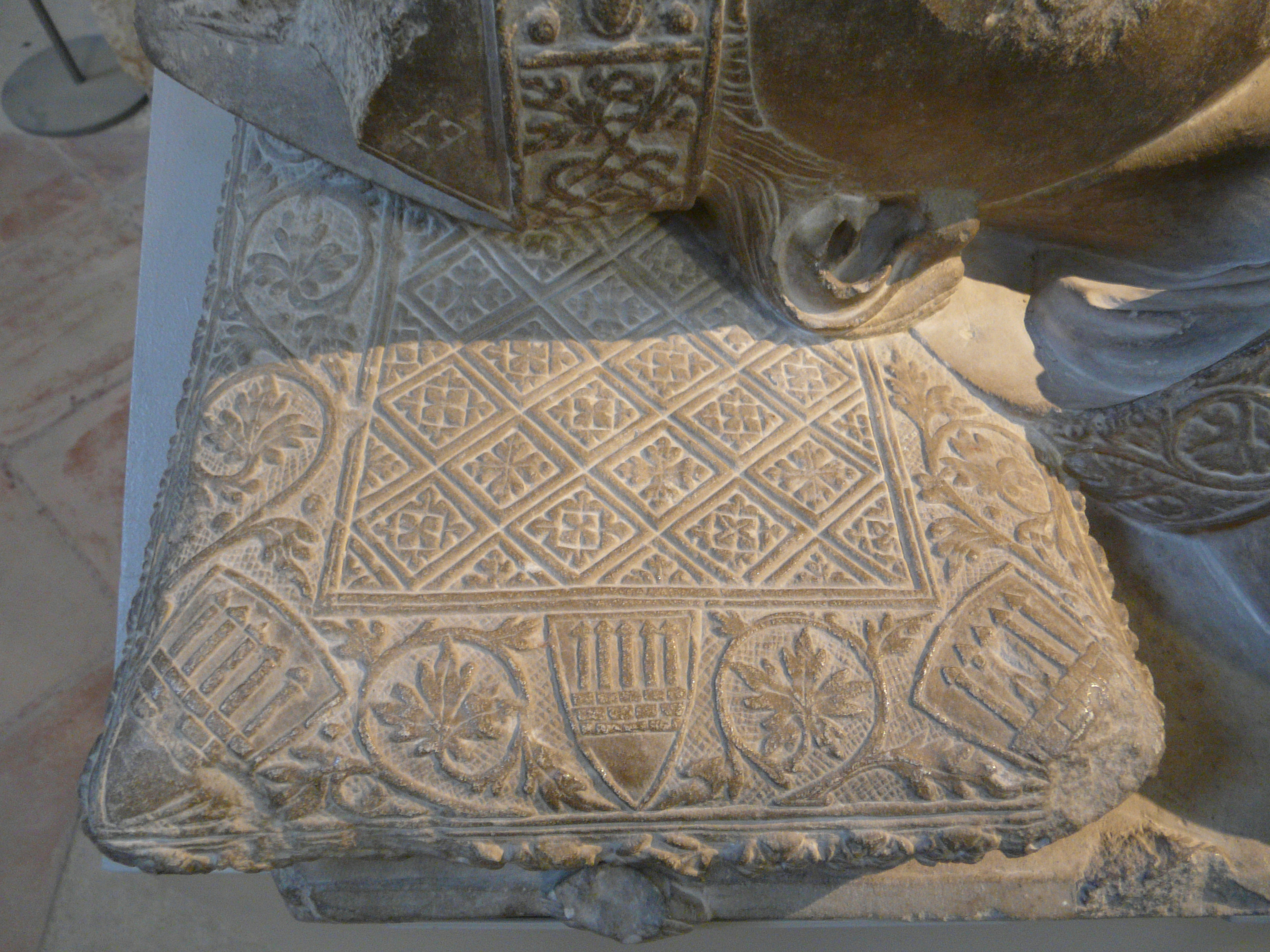
Escut del bisbe